# Mount & Blade II: Bannerlord
Mount & Blade II: Bannerlord — компьютерная игра в жанре Action/RPG с открытым миром, разработанная турецкой студией TaleWorlds для Windows. Игра была анонсирована в 2012 году и выпущена в ранний доступ 30 марта 2020 года. Подобно Mount & Blade и Mount & Blade: Warband, Bannerlord предлагает игроку обширный мир, напоминающий средневековую Европу, со множеством занятий и возможностей — будь то жизнь наёмника, торговца или феодального лорда; её неотъемлемой частью являются идущие в реальном времени сражения со множеством воинов с обеих сторон, в которых игровой персонаж сражается верхом на коне во главе вооружённого отряда. Bannerlord является приквелом к Mount & Blade: Warband и показывает несколько более ранний этап истории вымышленного мира — распад империи, напоминающей Римскую; в ходе игры управляемый игроком герой может воссоединить империю и вернуть её к былой славе или же разрушить окончательно.
Дата релиза компьютерной игры 25 октября 2022 года, на платформах Windows, PlayStation 4, PlayStation 5 Xbox One, Xbox Series X/S.

## Игровой процесс
Действие игры разворачивается за 200 лет до Mount & Blade: Warband. Оно происходит в период падения Кальрадийской империи и становления независимых королевств, которые появляются в предыдущих играх. Кальрадийская империя и её падение выступают аналогом Римской империи и формирования ранних европейских королевств. Доспехи, оружие и архитектура будут черпать вдохновение от 600 до 1100 г. н. э.. После смерти последнего императора на территории Кальрадии сражаются отряды наёмников, бандитские шайки и кочевые племена. Игрок волен присоединиться к любой из сторон и добиться воссоединения империи под единой властью или, наоборот, добиться её окончательного распада.

### Фракции
В Mount & Blade II: Bannerlord существует 8 основных фракций, основанных на реальных государствах и культурах Раннего Средневековья, а также множество малых фракций — кочевых кланов, наёмников, бандитов. Часть этих фракций являются предшественниками королевств из Mount & Blade: Warband. Среди государств Кальрадии — Вландия (основана на феодальных раннесредневековых государствах, в особенности норманнских, предшественница Свадии и Родоков), Стургия (вдохновлены Русью, предшественники Вегиров), Баттания (основана на кельтских кланах и королевствах Раннего Средневековья, в Mount & Blade: Warband не представлена), Кузаитское Ханство (основано на народах Великой Степи, предшествует Кергитскому Ханству), Асераи (основаны на Арабском Халифате, предшественники Сарранидов), а также разделённая на три части (Север, Запад и Юг) Кальрадийская Империя, представляющая собой аналог Римской империи периода упадка и ранней Византии.
Также в игре присутствуют неиграбельные фракции, реализованные в виде "малых кланов", основанные на викингах, персах и финно-угорских народах.

## Разработка
В сентябре 2012 года TaleWorlds объявила, что игра находится в разработке, и выпустила тизер-трейлер.
Графика игры была существенно улучшена относительно её предшественницы, Mount & Blade: Warband, за счёт лучшего затенения и высокой детализации моделей. Анимации персонажа создаются с использованием технологии захвата движения, лицевая анимация также была обновлена.
Улучшен геймплей и искусственный интеллект смежных функций, обновлён инвентарь и интерфейс. Система осады также усовершенствована на основе отзывов игроков и включает в себя тактические возможности. Текущее состояние игры и различные возможности были продемонстрированы в 2015 году на выставке gamescom. 5 и 6 марта 2016 года были показаны первые 40 минут геймплея, в которых студия продемонстрировала некоторые новые игровые аспекты, не разглашённые ранее.
Ещё позже, 17 августа, была показана осада замка.
На игровой выставке Е3 2017 были вновь продемонстрированы несколько геймплейных роликов.
По состоянию на 2019 год игра не имела подтвержденной даты выпуска.
20 февраля 2020 года студия TaleWorlds анонсировала выход игры в раннем доступе 31 марта 2020 года.
Полный релиз игры состоялся 25 октября 2022 года.

## Отзывы и продажи

### Ранний доступ
| Иноязычные издания | Иноязычные издания |
| Издание            | Оценка             |
| ------------------ | ------------------ |
| Jeuxvideo.com      | 17/20              |

Обозреватель Eurogamer Крис Брэтт остался от выпущенной в ранний доступ версии игры в восторге, несмотря на все её недостатки: он отметил, что игровой процесс Bannerlord часто бывает однообразным и нечестным, что в игре нередки вылеты и баги, но при этом играть в неё «чертовски весело», что это «eurojank в чистом виде». Итан Гэч из Kotaku отозвался об игре в таких же противоречивых тонах: «экшн неуклюжий, мир некрасивый <…> и, поскольку это игра в раннем доступе, в ней еще много не хватает. И все же после нескольких часов с игрой она меня полностью покорила». По мнению Фрэзера Брауна из PC Gamer, Bannerlord, даже будучи незаконченной и несбалансированной, не выглядит как игра в раннем доступе — в ней достаточно контента, чтобы в нём можно было потеряться, и она «стоила ожидания».
Алексей Афанасьев в обзоре для DTF охарактеризовал игру на момент выхода в ранний доступ словами «слишком рано для восхищения»: с его точки зрения, техническое состояние игры оставляет желать лучшего. В то же время Bannerlord показывает «колоссальный потенциал» и на голову выше любой из модификаций к первой части. Обозреватель «Игромании» Юрий Васильев назвал открытый мир игры «опьяняющим» и предлагающим «море возможностей», хотя посетовал на однотипные задания, некритичные баги и «не дотягивающую до топовой картинку».
Выход игры в ранний доступ стал крупнейшим по числу игроков среди всех игр, выпущенных в Steam в 2020 году: в первые сутки после выхода игра была запущена у 200 тысяч игроков одновременно.

### Полная версия
| Сводный рейтинг       | Сводный рейтинг                     |
| Агрегатор             | Оценка                              |
| --------------------- | ----------------------------------- |
| Metacritic            | ПК: 77/100 PS5: 83/100 XSXS: 73/100 |
| «Критиканство»        | 86/100                              |
| Иноязычные издания    |                                     |
| Издание               | Оценка                              |
| GameStar              | 80/100                              |
| IGN                   | 6/10                                |
| PC Gamer (US)         | 80/100                              |
| Push Square           | [ 32 ]                              |
| XboxAddict            | 75 %                                |
| Русскоязычные издания |                                     |
| Издание               | Оценка                              |
| Riot Pixels           | 81 %                                |
| StopGame.ru           | «Изумительно»                       |
| «Игры Mail.ru»        | 7,5/10                              |

Согласно сайту-агрегатору Metacritic, Mount & Blade II: Bannerlord получила «в основном положительные отзывы» на персональных компьютерах и PlayStation 5 и «смешанные отзывы» на Xbox Series X/S.